# Maks Samec starejši
Maks Samec starejši , * 10. oktober 1844, Arclin, † 19. avgust 1889, Kamnik.
Maks Samec je bil kamniški župan (1880-1889) in naravoslovec, oče kemika Maksa Samca.

## Življenjepis
Poročen je bil s hčerjo posestnika in gostilničarja Jožefa Rodeta, Terezijo. Imela sta tri otroke. Pokopan je v Kamniku.

## Delo
Od leta 1883 je bil deželni poslanec za okraje Radovljica, Tržič in Kamnik. V svojih naravoslovnih raziskavah je obravnaval različne teme, pretežno s področja kemije in medicine. Zasledoval je svetovno znanstveno literaturo. Leta 1876 je objavil razpravo o možganih. Precej je prevajal iz ruščine, tudi leposlovje. Veljal za naprednega meščana in za časa županovanja začel pripravljati načrte za hidroelektrarno na Kamniški Bistrici. Leta 1882 so v Kamniku odprli predor - prehod med Glavnim trgom in Šutno, ki se danes imenuje po takratnem županu »Samčev predor«. Sodeloval je tudi pri ustanovitvi kamniškega gasilskega društva 14. avgusta 1882.

## Vir
- Stanislav Južnič: Peterlinov prispevek k razvoju vakuumskih tehnik[mrtva povezava]. Vakuumist 26/4, 19-29 (2006)